# Hockey Club Valdagno 2021-2022
Questa voce raccoglie le informazioni riguardanti l'Hockey Club Valdagno nelle competizioni ufficiali della stagione 2021-2022.

## Maglie e sponsor
Lo sponsor ufficiale per la stagione 2021-2022 è la Why Sport.
| 1ª divisa | 2ª divisa |

## Organico

### Giocatori
Dati aggiornati alla stagione 2021-2022, tratti dal sito internet ufficiale della Federazione Italiana Sport Rotellistici.''
| N° | Naz.                 | Ruolo | Sportivo         |  |  |  |
| -- | -------------------- | ----- | ---------------- |  |  |  |
| 1  | Italia (bandiera)    | P     | Filippo Fongaro  |  |  |  |
| 2  | Italia (bandiera)    | D     | Davide Motaran   |  |  |  |
| 4  | Italia (bandiera)    | D     | Nicolò Crocco    |  |  |  |
| 7  | Italia (bandiera)    | A     | Gaston De Oro    |  |  |  |
| 8  | Italia (bandiera)    | A     | Davide Piroli    |  |  |  |
| 10 | Italia (bandiera)    | P     | Bruno Sgaria     |  |  |  |
| 21 | Argentina (bandiera) | A     | Fabrizio Ciocale |  |  |  |
| 29 | Italia (bandiera)    | D     | Mattia Cocco     |  |  |  |
| 79 | Spagna (bandiera)    | A     | Marc Gonzalez    |  |  |  |
| 88 | Argentina (bandiera) | A     | Manuel Mir       |  |  |  |

### Staff tecnico
- Allenatore:  Diego Mir